# フォアダイス
フォアダイス（英：Fordyce's spot）は口唇や陰茎などに発生する生理的現象の一つである。フォアダイスの名は、アメリカの皮膚科医ジョン・アディソン・フォーダイスに由来する。脂腺は元来は毛根であるが、もともと毛根がなく独立して表皮下に現れた脂腺（独立脂腺）となっている。出現部位は口唇が最も多い。

## 陰部のフォアダイスについて
フォアダイスの発生は性体験の有無とは関係がなく、また、女性器にもできることがある。
なお陰茎亀頭のいわゆるカリ首の淵やカリ首の裏の筋の横に、1列から数列に並んでできる粒状のものは真珠様陰茎小丘疹（PPP)の場合もあり、これはフォアダイスとは別のものでまちがえやすい
また有害な尖圭コンジローマと誤診されやすいが、フォアダイスは成人男性の65%に見られる生理的な現象で、真珠様陰茎小丘疹とともにまったく無害で、性感染症でもない。しかし、美容的な観点から除去を望む者もいる。レーザーや電気焼灼などの除去方法がある。